# Mistrzostwa Europy w Lekkoatletyce 1938 – bieg na 400 m przez płotki mężczyzn

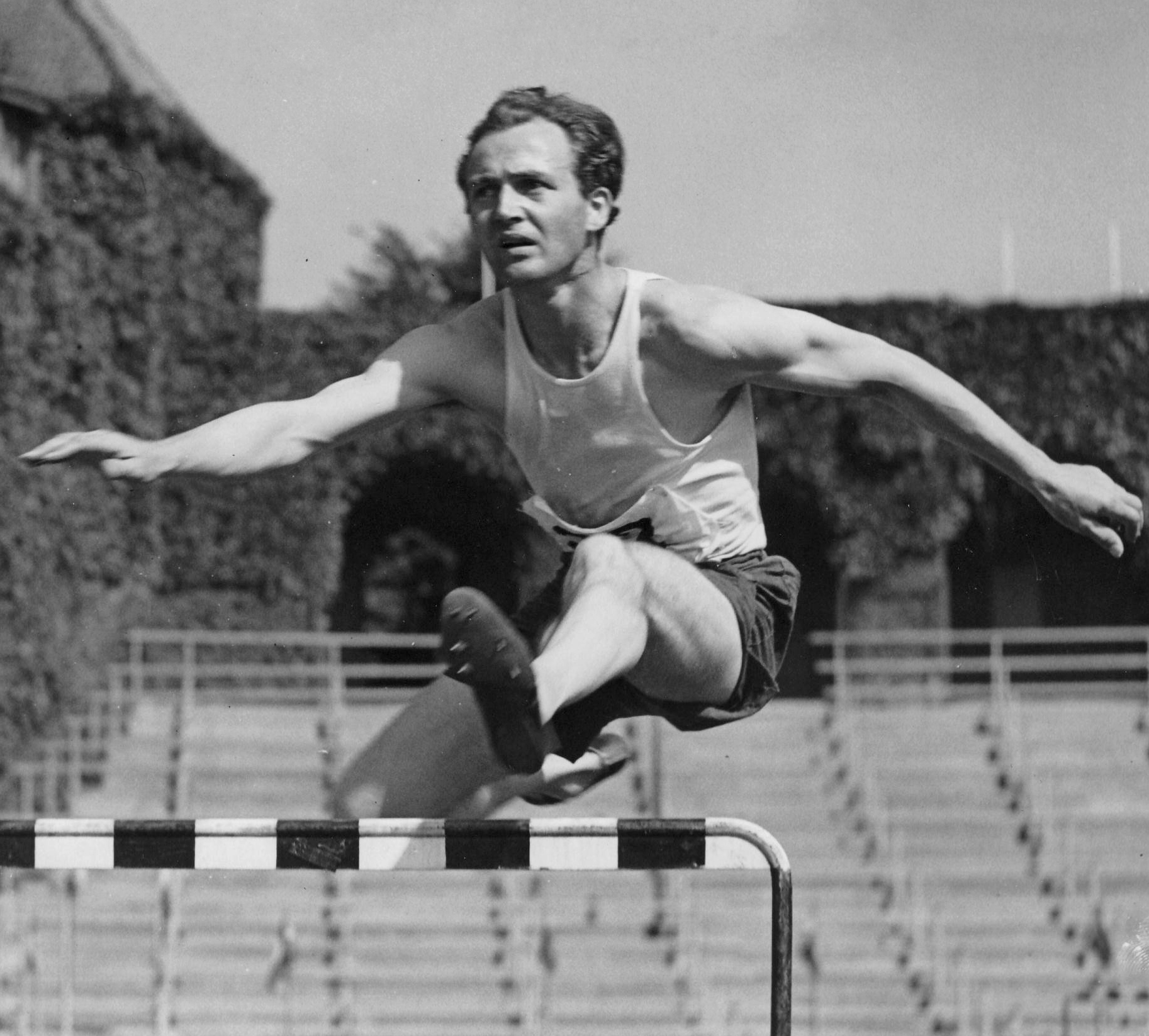
Zdobywca brązowego medalu - Kell Areskoug

Bieg na dystansie 400 metrów przez płotki mężczyzn był jedną z konkurencji rozgrywanych podczas II Mistrzostw Europy w Paryżu. Biegi eliminacyjne oraz finał zostały rozegrane 4 września 1938 roku. Zwycięzcą tej konkurencji został reprezentant gospodarzy Prudent Joye, czyniąc z niego jedynego francuskiego zdobywcę złotego medalu na tych mistrzostwach. W rywalizacji wzięło udział trzynastu zawodników z dziesięciu reprezentacji.

## Rekordy
| Rekord świata     | Glenn Hardin (USA) | 50,6 | Sztokholm, Szwecja | 26.07.1934 |
| Rekord mistrzostw | Hans Scheele (HUN) | 53,2 | Turyn, Włochy      | 09.09.1934 |

## Eliminacje
Bieg 1
| Miejsce | Zawodnik      | Czas | Uwagi |
| ------- | ------------- | ---- | ----- |
| 1       | Prudent Joye  | 53,7 | Q     |
| 2       | Kell Areskoug | 56,1 | Q     |
| 3       | Per Riis      | 56,5 |       |
| 4       | Jack Barnes   | 57,3 |       |

Bieg 2
| Miejsce | Zawodnik          | Czas | Uwagi |
| ------- | ----------------- | ---- | ----- |
| 1       | Werner Kellerhals | 54,8 | Q     |
| 2       | Georg Glaw        | 55,4 | Q     |
| 3       | Christos Mandikas | 55,5 |       |
| 4       | Jacques André     | 58,5 |       |
| -       | Jules Bosmans     | DNF  |       |

Bieg 3
| Miejsce | Zawodnik                  | Czas | Uwagi |
| ------- | ------------------------- | ---- | ----- |
| 1       | Friedrich-Wilhelm Holling | 54,6 | Q     |
| 2       | József Kovács             | 54,8 | Q     |
| 3       | Giuseppe Russo            | 54,8 |       |
| 4       | Werner Christen           | 56,3 |       |

## Finał
| Place | Athlete                   | Time    |
| ----- | ------------------------- | ------- |
| 1     | Prudent Joye              | 53,1 CR |
| 2     | József Kovács             | 53,3    |
| 3     | Kell Areskoug             | 53,6    |
| 4     | Georg Glaw                | 54,2    |
| 5     | Friedrich-Wilhelm Holling | 54,6    |
| 6     | Werner Kellerhals         | 55,0    |